# Centro Cultural de la República
El Centro Cultural de la República - El Cabildo en Asunción, Paraguay, emplazado en el edificio del Cabildo, tiene por principal objetivo el fortalecimiento de la conciencia y memoria histórica, potenciando su condición de edificio de valor monumental. 
Durante el Gobierno de Carlos Antonio López se realizó la refacción y el diseño actual del edificio, a cargo del arquitecto español Pascual Urdapilleta, que contó con el apoyo de varios expertos.

## Reseña histórica
Fue inaugurado el 14 de mayo de 2004 por iniciativa del entonces senador Carlos Quinto Mateo Balmelli, presidente del Congreso Nacional, con el apoyo de todos los diputados y senadores del Poder Legislativo.
Se le denominó de esta forma porque tiene como finalidad ser un lugar abierto a todas las personas sin discriminaciones de clase y por estar erigido en el antiguo lugar donde estuvo el Cabildo, Justicia y Regimiento, institución colonial española que en América fue la que otorgó el estatus de ciudad al primer enclave ciudadano en la región rioplatense. 
Este edificio también fue la cuna del Paraguay, cuando el 16 de septiembre de 1541 el gobernador Domingo Martínez de Irala dio el enclave militar que fue el fuerte Nuestra Señora de la Asunción, el cual fue fundado por el capitán Juan de Salazar y Espinosa el 15 de agosto de 1537.
Ese lugar estuvo ocupado también por el Congreso Nacional. Había sido construido originalmente en 1844, para sede de los poderes Ejecutivo y Legislativo. Fue en su momento una de las obras más importantes que emprendió el gobierno de Carlos Antonio López (1844-1862) inaugurada el 14 de marzo de 1857. Fue sede del Poder Ejecutivo Presidencia de la República del Paraguay hasta en 15 de noviembre de 1894, en que pasó a funcionar en el palacio construido con fondos públicos para el Mariscal Francisco Solano López Carrillo. Es poco concurrido el lugar y sufre el abandono y desidia estatal.

## Organización
Cuenta con un consejo asesor permanente integrado por miembros de la Asociación Internacional de Críticos de Arte, de la cual Augusto Roa Bastos formara parte, además de técnicos especializados en distintas temáticas y áreas.

## Distribución de las salas de eventos y museos
Convertido en recinto de proyección cultural, se organizaron las nuevas funciones, ubicando los espacios expositivos y las áreas administrativas en la construcción moderna que adosada en los años 70 del siglo pasado. 
Para la distribución de los diferentes programas, se tuvieron en cuenta las condiciones de especialidad de cada sala con los objetos a exponer y la determinación de un recorrido coherente con las colecciones expuestas.
Vale destacar que en este Centro Cultural fue velado los restos mortales del célebre escritor paraguayo Don Augusto Roa Bastos, el año 2005.
Este Centro Cultural tiene varias salas que han ido otorgadas a los diferentes museos de la ciudad: Sala del Barro, Sala del Arte Sacro, Sala Guido Boggiani, Sala de la Música, Sala del Cabildo, Sala del Cine y la Biblioteca de autores paraguayos Augusto Roa Bastos. Además cuenta con dos salas para muestras temporarias de Paraguay.
En la planta baja fueron ubicados los espacios destinados a la exposición de las distintas expresiones plásticas características de los diversos períodos de la historia cultural paraguaya. En el ala izquierda, el salón principal de planta baja, por sus dimensiones, está destinado a exposiciones temáticas temporales y presentaciones de eventos de poco despliegue escénico (danzas, teatro, conciertos, etc.). En las salas contiguas, de menores dimensiones, sirven de espacio de apoyo al primero.

## Sala del Barro
En el año 2005 se crea el museo del Barro, allí se exhiben en igualdad de condiciones el arte popular, el arte indígena y el arte urbano del Paraguay.
El arte popular expuesto está formado por creaciones de diversas comunidades campesinas.
Las piezas reunidas del arte indígena corresponden a los diferentes grupos nativos del Paraguay como de Iberoamérica.

## Sala de Arte Sacro
El acervo del Museo de Arte Sacro se inicia con la colección personal del primer arzobispo del Paraguay, Monseñor Juan Sinforiano Bogarín, por afición nacida en sus giras pastorales a fin del siglo pasado. El museo exhibe tallas de las antiguas misiones jesuíticas, franciscanas, de la época colonial y del siglo XX, además de otros objetos de arte sacro y piezas relacionadas con la historia nacional.

## Sala Museo del Cabildo
Aquí están expuestos objetos de valor patrimonial que hacen testimonio de la función que tuvo el edificio como sede de los poderes políticos de la República. 

## Sala Museo de la Música

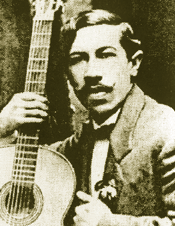
Agustín Barrios.

Ubicado en la planta alta con objetos y partituras que pertenecen a grandes maestros de la música paraguaya. Unos de los tesoros que aquí podemos apreciar son las pertenecencias de un gran exponente de la música paraguaya el Sr. Luis Alberto del Paraná, también la guitarra de Agustín Pío Barrios.

## Sala Museo del Cine y el Video
Una sala de Conferencias y la Biblioteca “Augusto Roa Bastos”, centrado en un papel museístico, abarca todas las áreas de actividades artísticas, como las artes visuales, la música, la literatura, el teatro y la danza. Estas manifestaciones son impulsadas mediante exposiciones, conciertos, presentaciones, y conferencias. 